# Мартеланж
Мартела́нж (фр. Martelange, валлон. Måtlindje, люкс. Maartel, нем. Martelingen) — коммуна в Валлонии, расположенная в провинции Люксембург, округ Арлон. Принадлежит Французскому языковому сообществу Бельгии. На площади 29,67 км² проживают 1567 человек (плотность населения — 53 чел./км²), из которых 49,84 % — мужчины и 50,16 % — женщины. Средний годовой доход на душу населения в 2003 году составлял 12 263 евро.
Почтовый код: 6630. Телефонный код: 063.